# 利特克斯足球俱乐部
利特克斯足球俱乐部是一家保加利亚职业足球俱乐部，位于保加利亚北部城市洛维奇，參與保加利亞足球乙級聯賽。

## 简介
利特克斯俱乐部创建于1921年，当时的名称是Hisarya，之后俱乐部曾多次改名，而且一直徘徊在低级别联赛。直到1994年，使用当时赞助企业名称的LEX俱乐部才第一次跻身国内顶级联赛，但是第二个赛季结束即再次降级。
不过这次降级却为俱乐部的发展带来了前所未有的转机，洛维奇当地的富商Grisha Ganchev收购了球队，解除了当时所有在队球员的合同，随后签下全新的阵容，并将球队改为现在的名称。结果球队在1996-97赛季以10分优势夺得乙级联赛冠军，第二次升入甲级联赛，此外还在保加利亚联赛杯决赛中互射点球失利，获得亚军。
升级后的利特克斯一发不可收拾，第一个赛季就压倒霸主索非亚列夫斯基夺得联赛冠军，与德国联赛的凯撒斯劳滕同时创造了升班马夺得顶级联赛冠军的奇迹。1998-99赛季，俱乐部卫冕联赛冠军，并且以8-0创造了保加利亚另一支老牌劲旅索菲亚中央陆军历史上最惨痛的失利。
二连冠以后的利特克斯夺得过三次保加利亚杯冠军和三次亚军，此外每年都能获得联盟杯的参赛资格，在2005/06赛季打入过32强。
2009-10赛季，利特克斯凭借队中法国射手尼弗洛尔等球员的出色表现，以较大优势压倒其它传统豪门提前获得联赛冠军，隔年取得二連霸成就。
2015年12月16日與索菲亞利夫斯基的保甲聯賽中，隊員因不滿球證判決而中途離場，賽後球隊被判取消球隊2015-16球季所有成績，並且被勒令來季降級到保加利亞足球乙級聯賽。最終格里沙·甘切夫（Grisha Ganchev）辭去老闆一職由兒子接管列迪斯洛維治，球會的主要投資重新分配給索菲亞中央陸軍。球隊自此一蹶不振，參與乙級聯賽至今。

## 當前陣容
最後更新：2025-04-17
註釋：國旗表示球員在國際足聯資格規則定義的國家隊。球員可能擁有一個以上非國際足聯國籍。
| 號碼 |          | 位置 | 球員                 |
| ---- | -------- | ---- | -------------------- |
| 1    | 保加利亚 | 门将 | Simeon Simeonov      |
| 5    | 保加利亚 | 后卫 | Nasko Yankov         |
| 6    | 保加利亚 | 后卫 | Brayan Stefkov       |
| 7    | 保加利亚 | 前锋 | Yusein Kasov         |
| 8    | 保加利亚 | 中场 | Evgeni Ignatov       |
| 9    | 保加利亚 | 前锋 | Georgi Dimitrov      |
| 11   | 保加利亚 | 前锋 | Kristian Belmustakov |
| 12   | 保加利亚 | 门将 | Ivaylo Nedelchev     |
| 14   | 保加利亚 | 中场 | Yoan Lozanov         |
| 16   | 保加利亚 | 后卫 | Ivan Ivanov（隊長）  |

| 號碼 |          | 位置 | 球員               |
| ---- | -------- | ---- | ------------------ |
| 17   | 奈及利亞 | 中场 | Kingsley Bucci     |
| 19   | 保加利亚 | 前锋 | Vasil Nankov       |
| 24   | 保加利亚 | 后卫 | Tihomir Dimitrov   |
| 33   | 保加利亚 | 前锋 | Toni Karamishev    |
| 71   | 保加利亚 | 前锋 | Martin Banev       |
| 76   | 乌克兰   | 门将 | Ilarion Tuhay      |
| -    | 保加利亚 | 中场 | Tsvetoslav Marinov |
| -    | 保加利亚 | 前锋 | Daniel Halachev    |
|      | 保加利亚 | 前锋 | Georgi Atanasov    |
|      | 法國     | 前锋 | Gobé Gouano        |